# Kupferziege
Die Kupferziege, lat. capra hircus kelleri, ist eine ausgestorbene Ziegenrasse, deren älteste archäologische Funde aus der Kupfersteinzeit stammen und die als Typ zuerst von J. Ulrich Dürst (1904, 1905) in Anknüpfung an H. Krämer (1899) beschrieben wurde.
Die Kupferziege zeichnete sich aus durch einen großen Körperbau und geschraubte Hörner, ihre Färbung ist nicht bekannt. Fundorte sind nach Dürst unter anderem Heidelberg, der Bielersee und das römische Lager Vindonissa im Aargau. In den Pfahlbauten der Schweiz verdrängte die Kupferziege die im Körperbau kleinere Torfziege (capra hircus rütimeyeri oder palustris), in der Zeitspanne zwischen dem Ausgang der Jungsteinzeit und der römischen Zeit scheint die Kupferziege jedoch nicht verbreitet gewesen zu sein.
Einen Nachfahren der Kupferziege vermutet man in der Walliser Schwarzhalsziege. Schwarzhalsziegen werden in seltenen Fällen mit einer vom üblichen Erscheinungsbild abweichenden, rötlichen statt schwarzen Fellfärbung im vorderen Körperbereich geboren und sollen nach einer Beobachtung von 1890 früher auch herdenweise in dieser besonderen Färbung aufgetreten sein. In jüngster Zeit hat die Schweizer Stiftung Pro Specie Rara diesen Typ als „Kupferhalsziege“ bezeichnet und ein rezessives Gen als Ursache der abweichenden Färbung vermutet.